# Julian Khazzouh
Julian Khazzouh (ur. 23 lutego 1986 w Melbourne) – australijski koszykarz, występujący na pozycjach silnego skrzydłowego lub środkowego, posiadający także libańskie obywatelstwo.
W 2011 rozegrał jedno spotkanie przed sezonowe jako zawodnik Golden State Warriors. W 2012 reprezentował Los Angeles Lakers podczas rozgrywek letniej ligi NBA.

## Osiągnięcia
Na podstawie, o ile nie zaznaczono inaczej.
Drużynowe
- Wicemistrz Libanu (2014)
- 3. miejsce podczas rozgrywek ligi holenderskiej (2009)

Indywidualne
- MVP kolejki australijskiej ligi NBL (3 – 2011/2012)
- Zaliczony do I składu NBL (2011, 2012)
- Liderzy NBL w:
  - zbiórkach (2011, 2012)
  - blokach (2012, 2016)